# Anuga indigofera
Anuga indigofera är en fjärilsart som beskrevs av Holloway 1976. Anuga indigofera ingår i släktet Anuga och familjen nattflyn. Inga underarter finns listade i Catalogue of Life.